# Pro League 2013-2014
La Jupiler Pro League 2013-2014 è stata la 111ª edizione del massimo campionato di calcio del Belgio, per il 20º anno consecutivo sponsorizzato dalla Jupiler. La stagione è iniziata il 26 luglio 2013 e si è conclusa il 18 maggio 2014. L'Anderlecht è la squadra detentrice del titolo.

## Stagione

### Novità
Il Beerschot è retrocesso in Tweede klasse dopo aver perso lo spareggio salvezza contro il Cercle Brugge. Il Cercle Brugge è rimasto in Pro League dopo essersi piazzato al primo posto dei play-off promozione di Tweede klasse.

È stato promosso l'Ostenda, primo classificato nella Tweede klasse.

### Regolamento
Le 16 squadre partecipanti si affrontano in un girone di andata e ritorno, per un totale di 30 giornate.

Le prime 6 classificate partecipano ai play-off scudetto, affrontandosi in un girone di andata e ritorno di 10 giornate. Le squadre partono con la metà dei punti conquistati nella stagione regolare, arrotondata per eccesso. La squadra campione del Belgio e la seconda classificata si qualificano rispettivamente per la fase a gironi e per il terzo turno di qualificazione della UEFA Champions League 2014-2015. La terza classificata si qualifica per il terzo turno di qualificazione della UEFA Europa League 2014-2015.

Le squadre classificate dal 7º al 14º posto partecipano ai play-off per l'Europa League. Le squadre sono divise in due gironi di 4, con partite di andata e ritorno per un totale di 6 giornate. Le vincenti dei due gironi si affrontano in partite di andata e ritorno. La squadra vincente affronta quindi la quarta classificata dei play-off scudetto con partite di andata e ritorno. La vincente di questo confronto si qualifica per il secondo turno di qualificazione della UEFA Europa League 2014-2015.

Le ultime due classificate si affrontano in una serie di 5 partite, con la squadra meglio piazzata che parte con 3 punti di bonus e che gioca in casa l'eventuale bella. La perdente retrocede in Tweede klasse, mentre la vincente gioca i play-off promozione con le squadre piazzate dal secondo al quarto posto della Tweede klasse. I play-off promozione prevedono un girone di andata e ritorno, per un totale di 6 giornate. La prima classificata ottiene il diritto di partecipare alla Pro League 2014-2015.

## Squadre partecipanti
| Club             | Stagione | Città      | Stadio                         | Stagione 2012-2013        |
| ---------------- | -------- | ---------- | ------------------------------ | ------------------------- |
| Anderlecht       | dettagli | Anderlecht | Constant Vanden Stock Stadium  | Campione del Belgio       |
| Cercle Bruges    | dettagli | Bruges     | Stadio Jan Breydel             | 15º posto in Pro League   |
| Charleroi        | dettagli | Charleroi  | Stade du Pays de Charleroi     | 13º posto in Pro League   |
| Club Bruges      | dettagli | Bruges     | Stadio Jan Breydel             | 3º posto in Pro League    |
| Genk             | dettagli | Genk       | Cristal Arena                  | 5º posto in Pro League    |
| Gent             | dettagli | Gand       | Jules Ottenstadion             | 7º posto in Pro League    |
| Kortrijk         | dettagli | Courtrai   | Stadio Guldensporen            | 9º posto in Pro League    |
| Ostenda          | dettagli | Oostende   | Albertparkstadion              | 1º posto in Tweede klasse |
| Lierse           | dettagli | Lier       | Herman Vanderpoortenstadion    | 10º posto in Pro League   |
| Lokeren          | dettagli | Lokeren    | Daknamstadion                  | 6º posto in Pro League    |
| Malines          | dettagli | Malines    | Argosstadion Achter de Kazerne | 12º posto in Pro League   |
| Mons             | dettagli | Mons       | Stadio Charles Tondreau        | 8º posto in Pro League    |
| OH Lovanio       | dettagli | Lovanio    | Den Dreef                      | 11º posto in Pro League   |
| Standard Liegi   | dettagli | Liegi      | Sclessin Stadion               | 4º posto in Pro League    |
| Waasland-Beveren | dettagli | Beveren    | De Freethiel                   | 14º posto in Pro League   |
| Zulte Waregem    | dettagli | Waregem    | Regenboogstadion               | 2º posto in Pro League    |

## Stagione regolare

### Classifica finale
|  | Pos. | Squadra          | Pt | G  | V  | N  | P  | GF | GS | DR  |
|  | ---- | ---------------- | -- | -- | -- | -- | -- | -- | -- | --- |
|  | 1.   | Standard Liegi   | 67 | 30 | 20 | 7  | 3  | 59 | 17 | +42 |
|  | 2.   | Club Bruges      | 63 | 30 | 19 | 6  | 5  | 54 | 28 | +26 |
|  | 3.   | Anderlecht       | 57 | 30 | 18 | 3  | 9  | 61 | 31 | +30 |
|  | 4.   | Zulte Waregem    | 53 | 30 | 14 | 11 | 5  | 51 | 38 | +13 |
|  | 5.   | Lokeren          | 51 | 30 | 15 | 6  | 9  | 48 | 31 | +17 |
|  | 6.   | Genk             | 45 | 30 | 14 | 3  | 13 | 42 | 39 | +3  |
|  | 7.   | Gent             | 44 | 30 | 12 | 8  | 10 | 39 | 37 | +2  |
|  | 8.   | Kortrijk         | 39 | 30 | 10 | 9  | 11 | 42 | 44 | -2  |
|  | 9.   | Ostenda          | 34 | 30 | 9  | 7  | 14 | 28 | 46 | -18 |
|  | 10.  | Charleroi        | 34 | 30 | 8  | 10 | 12 | 36 | 41 | -5  |
|  | 11.  | Cercle Bruges    | 33 | 30 | 9  | 6  | 15 | 29 | 55 | -26 |
|  | 12.  | Lierse           | 32 | 30 | 9  | 5  | 16 | 36 | 53 | -17 |
|  | 13.  | Malines          | 31 | 30 | 8  | 7  | 15 | 34 | 51 | -17 |
|  | 14.  | Waasland-Beveren | 31 | 30 | 6  | 13 | 11 | 28 | 35 | -7  |
|  | 15.  | OH Lovanio       | 27 | 30 | 6  | 9  | 15 | 30 | 47 | -17 |
|  | 16.  | Mons             | 22 | 30 | 6  | 4  | 20 | 29 | 53 | -24 |

Legenda:

      Ammesse ai play-off scudetto

      Ammesse ai play-off Europa League

      Ammesse allo spareggio salvezza

Note:

Tre punti a vittoria, uno a pareggio, zero a sconfitta.

### Risultati
|                  | And  | CeB  | Cha  | ClB  | Gnk  | Gnt  | Kor  | Lie  | Lok  | Mec  | Mon  | OHL  | Ost  | Sta  | Waa  | ZWa  |
| ---------------- | ---- | ---- | ---- | ---- | ---- | ---- | ---- | ---- | ---- | ---- | ---- | ---- | ---- | ---- | ---- | ---- |
| Anderlecht       | –––– | 2-1  | 5-2  | 2-0  | 2-0  | 4-1  | 0-1  | 2-0  | 2-3  | 5-0  | 2-0  | 3-1  | 4-0  | 1-1  | 2-0  | 1-0  |
| Cercle Bruges    | 0-4  | –––– | 3-0  | 2-0  | 1-0  | 1-4  | 3-1  | 2-4  | 0-3  | 3-2  | 2-1  | 1-1  | 2-0  | 0-5  | 0-0  | 1-1  |
| Charleroi        | 2-1  | 2-0  | –––– | 2-2  | 1-1  | 0-1  | 1-2  | 1-1  | 2-1  | 2-2  | 0-2  | 2-0  | 0-1  | 0-1  | 1-1  | 3-2  |
| Club Bruges      | 4-0  | 2-0  | 2-0  | –––– | 0-2  | 1-1  | 3-1  | 4-1  | 1-0  | 3-0  | 2-1  | 1-0  | 2-0  | 1-0  | 1-2  | 1-1  |
| Genk             | 0-1  | 1-0  | 0-3  | 1-3  | –––– | 1-2  | 1-0  | 4-0  | 0-2  | 1-0  | 3-1  | 3-0  | 3-0  | 0-2  | 0-2  | 5-2  |
| Gent             | 1-2  | 1-1  | 2-1  | 1-3  | 1-2  | –––– | 0-1  | 2-1  | 1-1  | 2-1  | 1-0  | 2-0  | 1-1  | 0-1  | 2-0  | 0-1  |
| Kortrijk         | 2-2  | 4-0  | 1-1  | 4-1  | 2-2  | 3-0  | –––– | 3-4  | 3-3  | 1-2  | 1-2  | 1-0  | 2-0  | 1-5  | 2-1  | 1-1  |
| Lierse           | 2-0  | 1-1  | 2-1  | 1-1  | 0-1  | 1-3  | 2-0  | –––– | 1-2  | 3-0  | 2-1  | 0-0  | 0-2  | 0-5  | 1-0  | 1-2  |
| Lokeren          | 2-1  | 3-0  | 3-1  | 0-3  | 3-1  | 2-2  | 0-0  | 1-0  | –––– | 4-0  | 2-1  | 2-0  | 1-0  | 0-1  | 0-0  | 2-4  |
| Mechelen         | 2-1  | 1-2  | 0-3  | 1-2  | 0-2  | 0-1  | 5-2  | 0-0  | 1-0  | –––– | 4-2  | 4-2  | 1-1  | 0-2  | 0-0  | 2-2  |
| Mons             | 0-2  | 1-1  | 1-2  | 0-1  | 2-3  | 1-0  | 0-1  | 1-5  | 1-0  | 0-2  | –––– | 3-2  | 3-0  | 0-2  | 1-1  | 1-1  |
| OH Leuven        | 1-0  | 3-0  | 0-0  | 2-5  | 1-4  | 1-1  | 1-1  | 2-0  | 2-1  | 0-0  | 2-2  | –––– | 1-2  | 0-0  | 4-2  | 1-0  |
| Ostenda          | 0-3  | 2-0  | 1-0  | 1-2  | 4-0  | 0-0  | 0-0  | 3-2  | 0-3  | 0-3  | 2-0  | 1-1  | –––– | 2-4  | 2-1  | 1-1  |
| Standard         | 1-1  | 4-0  | 2-2  | 0-0  | 3-1  | 2-3  | 2-0  | 3-0  | 2-1  | 2-0  | 1-0  | 1-0  | 2-0  | –––– | 2-2  | 2-0  |
| Waasland-Beveren | 0-3  | 0-1  | 0-0  | 1-2  | 0-0  | 1-1  | 1-1  | 3-1  | 0-2  | 0-0  | 4-1  | 1-0  | 2-0  | 1-1  | –––– | 2-2  |
| Zulte Waregem    | 4-3  | 2-1  | 1-1  | 1-1  | 1-0  | 3-2  | 1-0  | 3-0  | 1-1  | 3-1  | 2-0  | 4-2  | 2-2  | 1-0  | 2-0  | –––– |

## Play-off scudetto

### Classifica
|                   | Pos. | Squadra        | Pt | G  | V | N | P | GF | GS | DR  |
| ----------------- | ---- | -------------- | -- | -- | - | - | - | -- | -- | --- |
| Belgio (bandiera) | 1.   | Anderlecht     | 51 | 10 | 7 | 1 | 2 | 17 | 6  | +11 |
|                   | 2.   | Standard Liegi | 49 | 10 | 4 | 3 | 3 | 14 | 11 | +3  |
|                   | 3.   | Club Bruges    | 48 | 10 | 5 | 1 | 4 | 16 | 11 | +5  |
|                   | 4.   | Zulte Waregem  | 41 | 10 | 4 | 2 | 4 | 16 | 15 | +1  |
|                   | 5.   | Lokeren        | 34 | 10 | 2 | 2 | 6 | 14 | 25 | -11 |
|                   | 6.   | Genk           | 32 | 10 | 2 | 3 | 5 | 10 | 19 | -9  |

Legenda:

      Campione del Belgio e ammessa alla UEFA Champions League 2014-2015

      Ammessa alla UEFA Champions League 2014-2015

      Ammessa alla UEFA Europa League 2014-2015

Note:

Tre punti a vittoria, uno a pareggio, zero a sconfitta.
Standard Liegi: 34 punti
Club Bruges: 32 punti
Anderlecht: 29 punti
Zulte Waregem: 27 punti
Lokeren: 26 punti
Genk: 23 punti

### Risultati
|               | And  | ClB  | Gnk  | Lok  | Sta  | ZWa  |
| ------------- | ---- | ---- | ---- | ---- | ---- | ---- |
| Anderlecht    | –––– | 3-0  | 4-0  | 3-1  | 2-1  | 0-0  |
| Club Bruges   | 0-1  | –––– | 2-0  | 5-1  | 0-0  | 2-0  |
| Genk          | 1-0  | 3-2  | –––– | 1-2  | 2-2  | 0-3  |
| Lokeren       | 1-2  | 1-3  | 1-1  | –––– | 1-3  | 3-2  |
| Standard      | 1-0  | 0-1  | 1-0  | 2-2  | –––– | 4-1  |
| Zulte Waregem | 1-2  | 2-1  | 2-2  | 3-1  | 2-0  | –––– |

## Play-off Europa League

### Girone A

#### Classifica
|  | Pos. | Squadra          | Pt | G | V | N | P | GF | GS | DR |
|  | ---- | ---------------- | -- | - | - | - | - | -- | -- | -- |
|  | 1.   | Ostenda          | 14 | 6 | 4 | 2 | 0 | 7  | 1  | +6 |
|  | 2.   | Gent             | 10 | 6 | 3 | 1 | 2 | 11 | 6  | +5 |
|  | 3.   | Lierse           | 6  | 6 | 2 | 0 | 4 | 5  | 12 | -7 |
|  | 4.   | Waasland-Beveren | 4  | 6 | 1 | 1 | 4 | 7  | 11 | -4 |

Legenda:

      Ammessa allo spareggio Europa League

Note:

Tre punti a vittoria, uno a pareggio, zero a sconfitta.

#### Risultati
|                  | Gnt  | Lie  | Ost  | Waa  |
| ---------------- | ---- | ---- | ---- | ---- |
| Gent             | –––– | 4-0  | 0-1  | 2-1  |
| Lierse           | 1-0  | –––– | 0-2  | 4-2  |
| Ostenda          | 1-1  | 2-0  | –––– | 0-0  |
| Waasland-Beveren | 2-4  | 2-0  | 0-1  | –––– |

### Girone B

#### Classifica
|  | Pos. | Squadra       | Pt | G | V | N | P | GF | GS | DR  |
|  | ---- | ------------- | -- | - | - | - | - | -- | -- | --- |
|  | 1.   | Kortrijk      | 13 | 6 | 4 | 1 | 1 | 16 | 5  | +11 |
|  | 2.   | Charleroi     | 13 | 6 | 4 | 1 | 1 | 13 | 5  | +8  |
|  | 3.   | Malines       | 9  | 6 | 3 | 0 | 3 | 6  | 10 | -4  |
|  | 4.   | Cercle Bruges | 0  | 6 | 0 | 0 | 6 | 2  | 17 | -15 |

Legenda:

      Ammessa allo spareggio Europa League

Note:

Tre punti a vittoria, uno a pareggio, zero a sconfitta.

#### Risultati
|               | CeB  | Cha  | Kor  | Mec  |
| ------------- | ---- | ---- | ---- | ---- |
| Cercle Bruges | –––– | 2-4  | 0-4  | 0-1  |
| Charleroi     | 2-0  | –––– | 1-1  | 3-0  |
| Kortrijk      | 4-0  | 2-1  | –––– | 4-1  |
| Mechelen      | 2-0  | 0-2  | 2-1  | –––– |

### Finale
| Squadra 1 | Totale          | Squadra 2 | Andata | Ritorno |
| --------- | --------------- | --------- | ------ | ------- |
| Kortrijk  | 4 – 4 (6-7 dcr) | Ostenda   | 2 – 2  | 2 - 2   |

| Arbitro: | Alexandre Boucaut |

|                            |           |                                 |
| Chevalier 30’ Pavlović 40’ | Marcatori | 20’ Jonckheere 47’ (rig.) Siani |

| Arbitro: | Serge Gumienny |

|                             |                      |                                     |
| Wilmet 71’ Jonckheere 90+1’ | Marcatori            | 54’ (rig.) De Smet 59’ E. Coulibaly |
|                             | Tiri di rigore 7 – 6 |                                     |

## Test match per l'Europa League
Annullato a favore dello Zulte Waregem per rinuncia dell'Ostenda causa inadeguatezza rispetto ai parametri UEFA.

## Spareggio salvezza

### Classifica
|  | Pos. | Squadra    | Pt | G | V | N | P | GF | GS | DR |
|  | ---- | ---------- | -- | - | - | - | - | -- | -- | -- |
|  | 1.   | OH Lovanio | 10 | 3 | 2 | 1 | 0 | 5  | 1  | +4 |
|  | 2.   | Mons       | 1  | 3 | 0 | 1 | 2 | 1  | 5  | -4 |

Legenda:

      Ammessa ai play-off promozione

      Retrocessa in Tweede klasse

Note:

Tre punti a vittoria, uno a pareggio, zero a sconfitta.
OH Leuven: 3 punti

### Risultati
| Squadra 1  | Squadra 2 | Gara 1 | Gara 2 | Gara 3 |
| ---------- | --------- | ------ | ------ | ------ |
| OH Lovanio | Mons      | 2 – 0  | 1 – 1  | 2 – 0  |

## Play-off promozione

### Classifica
|  | Pos. | Squadra           | Pt | G | V | N | P | GF | GS | DR |
|  | ---- | ----------------- | -- | - | - | - | - | -- | -- | -- |
|  | 1.   | Mouscron-Péruwelz | 11 | 6 | 3 | 2 | 1 | 9  | 6  | +3 |
|  | 2.   | Eupen             | 8  | 6 | 2 | 2 | 2 | 9  | 11 | -2 |
|  | 3.   | OH Lovanio        | 7  | 6 | 2 | 1 | 3 | 6  | 5  | +1 |
|  | 4.   | Sint-Truiden      | 7  | 6 | 2 | 1 | 3 | 10 | 12 | -2 |

Legenda:

      Ammessa in Pro League 2014-2015

Note:

Tre punti a vittoria, uno a pareggio, zero a sconfitta.

### Risultati
|                   | Eup  | Mou  | OHL  | Tru  |
| ----------------- | ---- | ---- | ---- | ---- |
| Eupen             | –––– | 2-2  | 0-3  | 2-2  |
| Mouscron Peruwelz | 0-1  | –––– | 1-0  | 2-1  |
| OH Leuven         | 2-1  | 0-0  | –––– | 0-1  |
| St. Truiden       | 2-3  | 2-4  | 2-1  | –––– |

## Statistiche e record

### Classifica marcatori
| Gol |  |  | Giocatore           | Squadra          |
| --- |  |  | ------------------- | ---------------- |
| 21  |  |  | Habib Habibou       | Gent             |
| 21  |  |  | Hamdi Harbaoui      | Lokeren          |
| 21  |  |  | Michy Batshuayi     | Standard Liegi   |
| 15  |  |  | Aleksandar Mitrović | Anderlecht       |
| 15  |  |  | Ivan Santini        | Kortrijk         |
| 14  |  |  | Thorgan Hazard      | Zulte Waregem    |
| 13  |  |  | David Pollet        | Anderlecht       |
| 12  |  |  | Stijn De Smet       | Kortrijk         |
| 12  |  |  | Tom De Sutter       | Club Bruges      |
| 12  |  |  | Jelle Vossen        | Genk             |
| 11  |  |  | Hans Vanaken        | Lokeren          |
| 11  |  |  | Imoh Ezekiel        | Standard Liegi   |
| 10  |  |  | Bjorn Ruytinx       | OH Lovanio       |
| 10  |  |  | Dalibor Veselinović | Waasland-Beveren |
| 10  |  |  | Maxime Lestienne    | Club Bruges      |

### Capoliste solitarie
- Dalla 3ª alla 30ª giornata:  Standard Liegi

## Verdetti finali
- Campione del Belgio: Anderlecht
- In UEFA Champions League 2014-2015:Anderlecht e Standard Liegi
- In UEFA Europa League 2014-2015: Club Bruges Zulte Waregem e Lokeren
- Retrocesse in Tweede klasse: Mons e OH Lovanio